# Kastenkopf
Kastenkopf – szczyt w Alpach Algawskich, części Alp Bawarskich. Leży na granicy Niemiec (Bawaria) i Austrii (Tyrol).